# Material Exchange Format
Das Material Exchange Format (MXF) ist ein offenes (nicht-proprietäres) Dateiformat für Videodateien aus dem Rundfunk-Bereich. Es ist eine Teilmenge des Advanced Authoring Format (AAF) und wurde mit dem Ziel definiert, den Austausch von audio-visuellen Dateien (inklusive Metadaten) zu vereinfachen.

## Allgemeines
Es ist ein Containerformat, das ein oder mehrere Essenzen (auch pay load) in sich kapselt und akkurat beschreibt. Diese Essenzen können Bilder, Ton oder auch Daten sein. Eine MXF-Datei enthält genug Informationen, um zwei Anwendungen den Austausch von Essenzen zu ermöglichen, ohne vorher Informationen ausgetauscht zu haben. Dazu enthält sie sogenannte Metadaten, die z. B. Informationen über die Länge der Datei, verwendete Codecs (Kompressionsverfahren) und Timeline-Komplexität bereitstellen.
Im Unterschied zu den bandbasierten Videoformaten (MAZ-Technik) soll die MXF-Definition den dateibasierten Umgang mit professionellen Videoformaten vereinfachen. Durch Standardisierung soll der Weg zum IT-basierten nonlinearen Videoschnitt (NLE) beschleunigt werden, ohne durch gemischte und herstellerspezifische (proprietäre) Datenformate behindert zu werden.
Der Standard wurde vom SMPTE, von der European Broadcasting Union (EBU) und von der Advanced Authoring Format (AAF)-Association vorangetrieben und im Jahre 2003 unter der Normbezeichnung SMPTE 377M verabschiedet. Das Dateiformat ist als ISO-Standard vorgeschlagen.
Insbesondere Sony und Panasonic setzen mit ihren in der Praxis bereits stark vertretenen Broadcast-Techniken (IMX- und XDCAM-Technik bei Sony, DVCPro bei Panasonic) vollständig auf diesen Standard und sorgen damit seit 2003 für eine große Verbreitung.
Der MXF Basis Standard SMPTE 377M, initial Version wurde im Jahr 2004 endgültig finalisiert und 2009 sowie 2011 noch einmal überarbeitet, hauptsächlich um Inkonsistenzen auszubessern.

## Operational Patterns

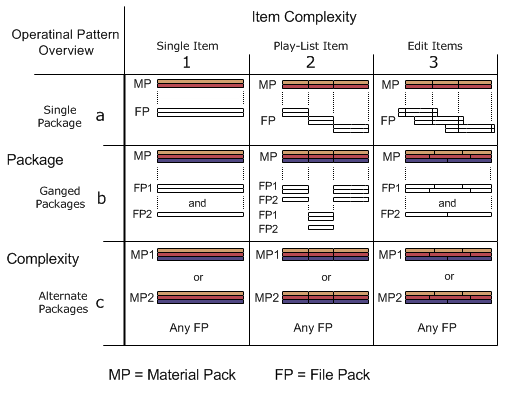
MXF-Container

MXF-Container können Daten fast beliebiger Komplexität beinhalten. Um Programmen vorab eine Abschätzung der Komplexität zu ermöglichen, wurden Operational Patterns eingeführt. Die Operational Pattern geben einen groben Überblick über die Schnittliste (EDL) und die Aufteilung in verschiedene Essenzpakete (Source Pack bzw. File Pack). Die Operational Pattern beschreiben nicht die Art der Kompression oder der Anzahl der Spuren (Ausnahme: OP-Atom).
Ursprünglich wurden neun Operational Patterns eingeführt. Diese Patterns werden mit Zahlen von 1-3 und Buchstaben von a-c gekennzeichnet. Die Zahlen geben Aufschluss über die Schnittliste (EDL), während die Buchstaben Aufschluss über die Aufteilung in verschiedene Essenzpakete (Source Pack, bzw. File Pack) geben.
Später kam das Operational Pattern OP-Atom hinzu. Das OP-Atom enthält im Gegensatz zu den anderen Operational Pattern nur eine einzige Essenz und wurde eingeführt, um ein simples MXF File zu generieren.
Normierung der einzelnen Operational Pattern:
- OP1a: SMPTE 378M
- OP1b: SMPTE 391M
- OP1c: SMPTE 408M
- OP2a: SMPTE 392M
- OP2b: SMPTE 393M
- OP2c: SMPTE 408M
- OP3a: SMPTE 407M
- OP3b: SMPTE 407M
- OP3c: SMPTE 408M
- OP-Atom: SMPTE 390M

## MXF in der Praxis
Nahezu alle Hersteller professioneller Software im Broadcastbereich haben das MXF-Format adaptiert. Die öffentlichen Rundfunkanstalten in der DACH-Region tauschen sich untereinander im MXF-OP1A-Format aus und verwenden es auch intern größtenteils als Produktions- und Archivierungsformat. Die Verwendung des MXF-Formats beschränkt sich allerdings bei weitem nicht nur auf die DACH-Region. Es ist mittlerweile weltweit in Fernsehanstalten sehr stark verbreitet.
Es kommt nach wie vor zu diversen Problemen beim Austausch von MXF-Formaten zwischen verschiedenen Systemen innerhalb einer Rundfunkanstalt.
Diverse Hersteller verkaufen Produkte, die ausschließlich zum Zweck des Auffindens von Kompatibilitätsproblemen in MXF-Formaten erstellt wurden.